# Inhassoro
Inhassoro – miasto na Mozambiku, w prowincji Inhambane, nad Oceanem Indyjskim.